# 藤岡琢也
藤岡 琢也（ふじおか たくや、1930年〈昭和5年〉9月4日 - 2006年〈平成18年〉10月20日）は、日本の俳優、声優。
兵庫県姫路市出身。身長165cm、体重71kg。兵庫県立姫路西高等学校卒業、関西学院大学文学部中退。

## 来歴・人物
1930年、姫路市にて会社員の父・憲一の第一子として誕生。当時としては裕福な家庭に育ち、成績は優秀だった。
広島陸軍幼年学校在籍時に終戦を迎え、その後、兵庫県立姫路西高等学校を卒業。
1949年、関西学院大学文学部に入学するが、翌年に病気のため中退。入院中にラジオ作家の堀江史朗の弟と知り合い、退院後、芸能界入りのため堀江を頼って上京した。
1957年に劇団「葦」へ入団。同年には、アルベール・ユッソン作の翻訳劇『俺たちは天使じゃない』の最後に登場する二枚目の海軍士官役で初舞台を踏む。当初は「平凡な顔立ち」という理由で、外国ドラマ・アニメなどの声優としての活動をしていたが、1966年に『事件記者』に急逝した清村耕次の後任としてレギュラー出演し、世間に広く知られた。続いて『横堀川』での主人公を慕い協力する寄席芸人・ガマ口役でその演技力を認められ、第4回ギャラクシー賞を受賞した。
映画ではお調子者の中間管理職や中小企業の社長役を演じた。初の主演映画は1970年の『喜劇 頑張れ!日本男児』。映画では、小狡い小悪党の役も巧くこなし、単なる善良な父親だけではない幅広い役柄を演じた。1969年から森繁久彌主演の映画『社長シリーズ』にも数本出演し、1970年には明治座において森繁劇団10周年記念公演に出演した。1986年10月29日から、TBS系で放送された森繁主演のテレビドラマシリーズである『おやじのヒゲ』に10年にわたってレギュラーとして出演した。森繁からはプライベートでも実弟のように大変可愛がられていたという。小林桂樹とも昔からの共演が縁でとても仲が良かったといい、晩年はツーカーの携帯電話のCMで一緒に共演している。
テレビドラマでは、大阪を舞台とした商人ものやホームドラマなどに数多く出演。特にホームドラマでは、小太り・黒縁の眼鏡・口ヒゲといった特徴的な風貌で登場し、「家に帰ると背広から和服に着替えて一杯飲む」という、昭和時代の典型的な日本の父親を務めて演じた点での功績が大きい。同系統の役柄を多く演じたのは1960年代には森繁が挙げられるが、その後継者的位置を確立した。また、演じる役柄によっては関西弁を強調した話し方もこなした。
1975年、橋田壽賀子脚本「愛ってなぁーに」の出演をきっかけに、その後、多くの橋田作品に起用された。特に1990年よりスタートした『渡る世間は鬼ばかり』での五人姉妹の父親である岡倉大吉役は晩年の代表作と言われ、認知度も高い。
1969年から2004年までの35年間、サンヨー食品の「サッポロ一番みそラーメン」のCMに出演していた。
2006年2月21日、肺炎のために『渡る世間は鬼ばかり』を降板。同年10月20日午後3時18分、慢性腎不全のため東京都新宿区の慶應義塾大学病院で死去。76歳没。戒名は「夢藤岡琢也霊位」。「渡る世間は鬼ばかり」2005年3月放送の第7シリーズ最終話が藤岡の遺作となった。
2006年10月24日、増上寺において葬儀がとりおこなわれた。会場には生前本人が好きだったジャズ音楽が流された。『渡る世間は鬼ばかり』の石井ふく子プロデューサー、岡倉家の五人姉妹（長山藍子、泉ピン子、中田喜子、野村真美、藤田朋子）やドラマの共演者が葬儀に参列している。弔辞はピン子が読み上げ、藤岡の出棺の際には親友の長門裕之が「琢さん お疲れ様」と声を挙げていた。他に水前寺清子も参列していた。
弟子に藤井つとむらがいた。

## エピソード
- 桂米朝は小学校の先輩で、遠足の時に案内で手をつないでもらった。
- キダ・タローは大学時代の同級生であり在学中に同じタンゴバンドに所属する音楽仲間であった。藤岡の担当はバイオリン、キダ・タローの担当はアコーディオンだった[4]。その後、30歳近くになった時に初めてNETテレビ(現在のテレビ朝日)『モーニングショー』の「ご対面」コーナーで共演することになる時まで、キダは俳優・藤岡琢也が同級生の藤岡茂とは知らなかったという[4][5]。なおキダによれば、この番組の収録または放送前において二人は事前にメイク室で顔を合わせており、藤岡から「うまいことやってや」とも言われていた。だが番組はあくまで対面の瞬間まで藤岡はキダが来るとは知らない、と言う設定で進められており、藤岡はこの大きさはアコーディオンかな、ひょっとして木田ちゃん？……などと、役者っぷりを発揮したという。なおキダの方はこういうヤラセは気にくわなかったとのことである[5]。藤岡が亡くなったことを聞いたキダは「悲しい」とコメントした。
- 戦時中は、供出で不足した鉄針の代わりに小指の爪を尖らせてレコード盤面に当て、親指を耳に当てて音を聴いたという、熱心な音楽好きをうかがわせるエピソードが残っている。

- 広島陸軍幼年学校二年在学中の1945年8月6日に広島市への原爆投下を経験しているが、自身は被爆していない。これは同年7月末に同校出身者で時の陸軍大臣阿南惟幾が幼年学校を疎開させていた[注釈 5]ためである[6]。

- 無名時代、支配人から「君は役者に向いていない」と言われ、嘉穂劇場では裏方として音響効果を担当していた。

- 俳優仲間からは「タクさん」の愛称で親しまれた。
- 無名時代から渥美清、若山富三郎、長門裕之とは親交が深かった。渥美が一番年上だったが、当時は毎晩のように4人で集まっては遊んでいたという。藤岡の死去後には長門がインタビューに応じて生前の思い出話を語った。
- 1966年の『紅白歌合戦』に紅組応援団として参加した[注釈 6]。
- 晩年はキムタクをもじった「フジタク」という愛称で親しまれた。フジタクは一時期『痛快!明石家電視台』の番組マスコット（着ぐるみ）になった。
- ドラマでは典型的な昭和時代の日本の父親を演じたが、実生活では子供がいなかった。
- 映画でヤクザを演じる場合（主人公に倒されたり、引退するなど）やられ役が多かった。
- 阪急ブレーブスのファンである[7]。外野手・山森雅文の高い運動能力と守備力を「何度だって見てみたい。奇跡だ」と絶賛していた。

## 後任
藤岡の死後、持ち役を引き継いだ人物は以下の通り。
- 浦山迅（『がんばれ!ベアーズ』 : モリス・バターメイカー 役）※DVD追加収録部分
- 宇津井健（『渡る世間は鬼ばかり』 : 岡倉大吉役）※第7シリーズにて降板→宇津井は第8シリーズから

## 出演作品
※「 - 」は役名

### 映画
- 女であること（1958年、東宝）
- 猫と鰹節（1961年、東宝） - 刑事B
- 座頭市地獄旅（1965年、大映） - 寸八
- 悪名無敵（1965年10月27日、大映） - 磯部
- 新・兵隊やくざ（1966年1月3日、大映） - 豊後一等兵
- 大怪獣決闘 ガメラ対バルゴン（1966年4月17日、大映） - 佐藤医師
- 丹下左膳 飛燕居合斬り（1966年4月21日、東映） - 与吉
- 野良犬（1966年、大映）
- 泥棒番付（1966年、大映）
- 大殺陣 雄呂血（1966年、大映）
- 空いっぱいの涙（1966年、松竹）
- 古都憂愁 姉いもうと（1967年、大映）
- 早射ち犬（1967年、大映）
- 座頭市牢破り（1967年、大映）
- 勝負犬（1967年、大映）
- クレージー映画（東宝）
  - クレージー黄金作戦（1967年4月29日） - 大浜部長
  - 日本一の男の中の男（1967年12月31日） - 高野宣伝部長
- 白昼堂々（1968年10月26日、松竹） - 銀三
- 座頭市喧嘩太鼓  (1968年12月28日)　- 草津の新吉
- とむらい師たち（1968年、大映）
- 若大将シリーズ（東宝）
  - フレッシュマン若大将（1969年1月1日） - 藤原課長
  - ニュージーランドの若大将（1969年7月12日） - 藤原課長
  - ブラボー!若大将（1970年1月1日） - 西岡
- 社長シリーズ（東宝）
  - 社長えんま帖（1969年1月15日） - ポール花岡
  - 続・社長えんま帖（1969年5月17日） - ポール花岡
  - 社長学ABC（1970年1月15日） - 猿渡平一
  - 続・社長学ABC（1970年2月28日） - 猿渡平一
- 喜劇 深夜族（1969年8月27日、松竹）
- 喜劇 頑張れ!日本男児（1970年5月23日、東宝） - 荒木俊夫
- 喜劇 男売ります（1970年10月3日、東宝） - 岡村邦彦
- 喜劇 ソレが男の生きる道（1970年11月22日、東宝） - 鶴屋好太郎
- 昭和ひとけた社長対ふたけた社員（1971年5月22日、東宝） - 珍田徳平
  - 昭和ひとけた社長対ふたけた社員 月月火水木金金（1971年10月30日、東宝） - 珍野徳平
- 顔役（1971年8月12日、ダイニチ映配） -栗原支店長
- 父ちゃんのポーが聞える（1971年9月24日、東宝） - 丸山源太郎
- 喜劇 男の泣きどころ（1973年6月9日、松竹） - 藤村大作
- 青春の門（1975年、東宝） - 炭鉱主
- 球形の荒野（1975年、松竹） - 伊東忠介
- 新 仁義なき戦い 組長最後の日（1976年4月24日、東映） - 米元政夫
- 喜劇 百点満点（1976年10月2日、東宝） - 福島幸三
- やくざの墓場 くちなしの花（1976年10月30日、東映） - 杉政明
- 江戸川乱歩の陰獣（1977年、松竹）
- 八甲田山（1977年6月18日、東宝） - 門間少佐
- 八つ墓村（1977年10月29日、松竹） - 久野医師
- 日本の首領 野望篇（1977年10月29日、東映） - 樽井源吉
- ダイナマイトどんどん（1978年10月7日、東映） - 岩崎警察署長
- 赤穂城断絶（1978年10月28日、東映） - 大野九郎兵衛
- 白昼の死角（1979年4月7日、東映） - 偽者の木下雄次郎（市之丞）
- 月光仮面（1981年3月14日、日本ヘラルド） - 松田警部
- 連合艦隊（1981年8月8日、東宝） - 福留軍令部部長[8]
- 南十字星（1982年5月15日、東宝） - 松本大佐
- 小説吉田学校（1983年4月9日） - 広川弘禅
- 男はつらいよ 旅と女と寅次郎（1983年8月8日、松竹） - 北村社長
- ドン松五郎の生活（1986年3月21日、東宝） - 野山プロデューサー
- 本場ぢょしこうマニュアル 初恋微熱篇（1987年3月21日、東映） - 沢木辰三
- 極道の妻たちII（1987年10月10日、東映） - 四代目重宗組組長 重宗孝明
- 流転の海（1990年11月3日、東宝） - 井草正之助
- 死に花（2004年5月8日、東映） - 源田金蔵

### テレビドラマ
- おいら次郎長（1961年、TBS）
- どらぼや人生（1963年、TBS）
- 虹の設計（1964年、NHK総合）
- 大河ドラマ（NHK総合）
  - 赤穂浪士（1964年） - 大石瀬左衛門
  - 樅ノ木は残った（1970年） - 雁屋信助
  - 元禄太平記（1975年） - 紀伊国屋文左衛門
  - 春日局（1989年） - 豊臣秀吉
  - 八代将軍吉宗（1995年） - 松平頼純
  - 徳川慶喜（1998年） - 中山五郎左衛門
- 青春とはなんだ（1965年、日本テレビ）
- 事件記者（1966年、NHK総合） - 矢島記者
- 横堀川（1966年、NHK総合） - ガマ口（式屋四郎）
- ザ・ガードマン 第80話「罠には罠を」（1966年、TBS） - 木村
- 蝶子はん（1967年、関西テレビ）
- ケンチとすみれ（1967年、NHK総合） - ケンチ
- クラクラ日記（1968年、TBS）
- 堂島（1968年、関西テレビ）
- 夜の主役（1968年 - 1969年、日本テレビ） - 大野木
- 坊っちゃん（1968年、毎日放送） - 野だいこ
- ややととさん（1969年、よみうりテレビ）
- 東芝日曜劇場（TBS）
  - 女と味噌汁その14（1969年9月7日） - 奈良原豊雄
  - ふうふう夫婦（1969年）
  - きんきらきん（1969年）
  - はまぐり大将（1970年）
  - 愛ってなぁーに（1975年7月13日） - 西野史郎
  - やぶ髭ないしょ話（ - 1985年）
  - おーい春子（1985年8月25日） - 岩村修三
  - 愛・七つの質問（1987年2月22日）
- 歌謡曲だよ人生は（1970年、毎日放送）
- 愛と死の砂漠（1971年、関西テレビ）
- 太陽にほえろ!（日本テレビ） - 鮫島勘五郎（鮫やん）
  - 第44話「闇に向って撃て」（1973年）
  - 第67話「オリの中の刑事」（1973年）
  - 第89話「地獄の再会」（1974年）
  - 第156話「刑事狂乱」（1975年）
  - 第205話「ジョーズ探偵の悲しい事件簿」（1976年）
  - 第252話「鮫島結婚相談所」（1977年）
  - 第394話「鮫やんの受験戦争」（1980年）
  - 第472話「鮫やんの大暴走」（1981年）
  - 第711話「ジョーズ刑事の華麗な復活」（1986年）
- 家族戦争（1973年1月8日-3月26日、NET） - 堅井鉄夫
- 銀座わが町（1973年、NHK総合）
- 荒野の用心棒 第34話「山峡の黄金に女豹が走って…」（1973年、NET） - 黒骨の弥市
- ありがとう 第4部（1974年、TBS） - 松尾一心
- おからの華（1975年、よみうりテレビ） - 井筒藤八郎
- 大都会 闘いの日々 第13話「再会」（1976年、日本テレビ） - 大阪府警捜査四課・三沢刑事
- いろはの"い"（1976年 - 1977年、日本テレビ） - 鬼頭隆一
- 新・座頭市（フジテレビ）
  - 第1シリーズ 第29話「終りなき旅路」（1977年） - 坊主医者
  - 第2シリーズ 第18話「こやし道」（1978年） - ニセ按摩
- 桃太郎侍（1977年、日本テレビ） - 雉の与之助
- オレの愛妻物語（1978年、日本テレビ） - 猫田栄蔵
- 同心部屋御用帳 江戸の旋風IV 第13話「錆びた十手」（1979年、フジテレビ） - 吉兵衛
- 吉宗評判記 暴れん坊将軍（テレビ朝日）
  - 第73話「富士の白雪に燃えた男」（1979年） - 駒田主水
  - 第192話「泣き笑い河内人情ど根性」（1982年） - 官六
- 熱中時代 刑事編（1979年、日本テレビ） - 潮田衛太郎
- 鮎のうた（1979年、NHK総合） - 田崎秀之助
- 江戸を斬る（TBS / C.A.L）
  - 江戸を斬るV 第6話「使えぬ右手が謎を解く」（1980年） - 源吉
  - 江戸を斬るVII（1987年） - 一番組吉五郎
- 夜明けのタンゴ（1980年、TBS）
- サンキュー先生（1980年 - 1981年、テレビ朝日） - 山崎洋太郎
- 加山雄三のブラック・ジャック（1981年、テレビ朝日） - 倉持警部
- 玉ねぎむいたら…（1981年、TBS） - 大国鶴郎
- 秘密のデカちゃん（1981 - 1982年、大映テレビ / TBS）[9] - 呉服問屋の主人・鶴次郎
- 土曜ワイド劇場（テレビ朝日）
  - 幻の女 離婚殺人の罠（1981年）
  - 3DKの通り魔（1982年） - 刑事
- 俺はご先祖さま（1981年 - 1982年、日本テレビ） - 大河内泰三
- 事件記者チャボ!（1983年、日本テレビ） - 鬼丸剛
- 大家族（1984年、TBS） - 高倉平太
- シンデレラの財布（1984年、TBS） - 伊達林三
- 気分は名探偵（1984年、日本テレビ） - 津村浩三
- 水戸黄門（TBS・C.A.L）
  - 第13部 第19話「萩焼き頑固くらべ -萩-」（1983年2月21日） - 徳兵衛
  - 第18部 第22話「祇園太鼓で悪退治 -小倉-」（1989年2月13日） - 長兵衛
- 大岡越前（TBS・C.A.L）
  - 第7部 第16話「見合い相手は殺人鬼」（1983年8月8日） - 勘五郎
  - 第10部 第6話「弱者に誓う大岡裁き」（1988年4月4日） - 伍平
- 森繁久彌シリーズ おやじのヒゲ（1985年 - 1996年、TBS） - 柳富太郎
- 誇りの報酬 第10話「さらば、田舎刑事!」（1985年、日本テレビ） - 島崎
- 忠臣蔵（1985年、日本テレビ） - 宝井其角
- 火曜サスペンス劇場（日本テレビ）
  - 母の誘拐（1984年） - 原田医師
  - 妻の生き甲斐（1986年）
  - 傍観者殺人事件（1986年）
  - 女動物医事件簿
    - 炎を吐いた猫（1991年2月）
    - 人見知りする犬（1991年12月）

  - 未青年 盛り場の行きずり殺人事件（1993年2月）
  - 十七年目の秘密 定時制教師・石本歩（2004年9月7日） - 武田政則
- サントリーミステリースペシャル 「澪つくし高校連続殺人事件」（1985年12月6日、朝日放送） - 大山日出雄
- 妻の知らない夫の顔（1986年、TBS）
- 私鉄沿線97分署 第87話「パッと花咲け! ヤッチャン親父」（1986年、テレビ朝日） - 鬼頭政五郎
- 三匹が斬る! 第1話「十萬両! ここが名代の浮世風呂」（1987年、テレビ朝日）
- おんなは一生懸命（1987年 - 1988年、TBS） - 神野平吉
- 田原坂（1987年、日本テレビ） - 川口雪篷
- 徳川家康（1988年、TBS） - 鳥居元忠
- 長七郎江戸日記 第2シリーズ SP-3「一心太助とご落胤・男一匹ここにあり」（1988年、日本テレビ） - 一心太助
- 翔んでる!平賀源内（1989年、TBS） - 田沼意次
- 空と海をこえて（1989年、TBS） - 美山史郎
- 奇兵隊（1989年、日本テレビ） - 紅屋木助
- 鬼平犯科帳 第1シリーズ 第12話「兇剣」（1989年、フジテレビ） - 高津の玄丹
- 土曜ドラマ（NHK総合）
  - 理想の男性（1990年） - 庄田勇造
  - 春の一族（1993年） - 藤堂元太郎
  - 秋の一族（1994年） - 諸星清太郎
  - 夏の一族（1995年） - 大垣
- 水曜グランドロマン / 弟よ!（1990年、日本テレビ)　- 森田大造
- 大江戸捜査網 平成版第1シリーズ 第1話「隠密同心参上!」（1990年、テレビ東京） - 田沼意次
- 渡る世間は鬼ばかり（1990年 - 2005年、TBS） - 初代岡倉大吉役（後任は宇津井健）※2005年放送第7シリーズ最終話が遺作
- 白い巨塔（1990年、テレビ朝日） - 財前又一
- 火曜ミステリー劇場 / 豆腐屋直次郎の裏の顔（1990年、朝日放送） - 落合幸治
- デパート!夏物語 第2話「デートのあと、店中は大さわぎ」（1991年、TBS） - 松本
- 源氏物語 上の巻・下の巻（1991年、TBS） - 明石入道
- 天下の副将軍水戸光圀 徳川御三家の激闘（1992年、テレビ東京） - 三木之次
- 連続テレビ小説 / おんなは度胸（1992年、NHK総合） - 花村清太郎
- 女系家族（1994年、テレビ東京） - 大野宇市
- 裸の大将 第67話「清の焼おにぎり」（1994年、関西テレビ・東阪企画） - 西尾一郎
- HOTEL（TBS）
  - 第4シリーズ 第9話「車椅子の幽霊!?」（1995年6月8日） - 並村隆三
  - 第5シリーズ 第2話「史上最低のお客様」（1998年4月16日） - 岡崎
- ドラマ新銀河 / 雲の上の青い空（1997年、NHK総合）
- 月曜ドラマスペシャル / 浅見光彦シリーズ9「天河伝説殺人事件」（1997年10月6日、TBS） - 高崎義則
- 特別企画 橋田寿賀子2000年ドラマスペシャル 想いでかくれんぼ（2000年3月4日、テレビ朝日)
- 介護ヘルパー殺人事件簿シリーズ（2001年5月18日、フジテレビ） - 川原正造
- バブル（2001年、NHK総合） - 栗原嘉一
- 女と愛とミステリー 保険調査員・蒲田吟子（2001年 - 2002年、テレビ東京） - 袴田大介
- 警察医・花井吾朗シリーズ（2002年2月20日、テレビ東京） - 花井和男
- 金曜エンタテイメント / 十津川警部夫人の旅情殺人推理（2003年 - 2004年、フジテレビ） - 西山栄太郎
- 月曜ミステリー劇場 / パートタイム裁判官（2005年、TBS） - 松木辰蔵

### 舞台
- 俺たちは天使じゃない（1957年） - 二枚目の海軍士官 ※初舞台
- 孤愁の岸（1989年）
- ぎっちょんちょん（1990年）
- 女系家族（1996年） - 大野宇市
- 渡る世間は鬼ばかり - 岡倉大吉

### バラエティ
- うそつきクイズ（日本テレビ）
- クイズくいず食図（くいず） （1981年10月10日 - 1982年、テレビ東京）
- 20世紀最後のプロ野球好珍プレー（日本テレビ）

### ラジオ
- ときめきJAZZ喫茶（NHKラジオ第1）
この番組でも随時話しているが、藤岡は同じ姫路出身のジャズ音楽評論家（姫路ジャズメイツ代表）・ラジオパーソナリティーの人見恭一郎との親交が深いことから、ジャズへの造詣も非常に深い。
- ハニーサウンドオンライブ（TBSラジオ）
- ダイイチ・スウィンギンナイト 藤岡琢也の今夜はジャズで（広島FM）[2]

### テレビアニメ
- 鉄腕アトム (アニメ第1作)（1963年、フジテレビ）
- 新宝島（1965年、フジテレビ） - 豚のトリローニ [10]

### 劇場アニメ
- うる星やつら2 ビューティフル・ドリーマー（1984年、東宝） - 夢邪鬼[11]

### 吹き替え

#### 映画
- 王様（1961年、フジテレビ） - 王〈モーリス・シュヴァリエ〉
- がんばれ!ベアーズ（テレビ朝日、1982年） - モリス・バターメーカー〈ウォルター・マッソー〉
- 三ばか大将（1963年、日本テレビ） - モー
- スカートをはいた中尉さん - グレゴリー・ウィットコム〈トム・イーウェル〉
- ローハイド（1959年 - 1965年、NET） - ジム・ケンツ〈スティーヴ・レインズ〉

#### ドラマ
- 0011ナポレオン・ソロ（1966年、日本テレビ） - バズ・コンウエイ
- ミステリーゾーン2 #14 「因縁も売り物です」 （ルーサー・グリムリー〈ローリング・スミス〉）
- ミステリーゾーン3 #14 「奇妙な奈落」 （道化〈マレー・マシスン〉）
- ミステリーゾーン4 #18 「魔法入門」 （ミスター・ヒューゴ〈ヘンリー・ラスコー〉）
- ミステリーゾーン5
  - #2 「四角い墓場」 （ポール〈ジョー・マンテル〉）
  - #4 「世界が静止する日」 （マクナルティー〈リチャード・アードマン〉）
  - #5 「小さくしてくれ」 （グレイディ〈ミッキー・ルーニー〉）
  - #27 「人形はささやく」 （カエサル）

#### 海外アニメ
- ディズニーランド（1959年頃 - 1965年、日本テレビ） - ドナルドダック〈2代目〉
- ゆかいなボゾ（Bozo: The World's Most Famous Clown）（1960年、フジテレビ） - ボゾ（Bozo the Clown）
- ワニのワリー（1964年、日本テレビ） - 園長

#### 人形劇
- 海底大戦争 スティングレイ（1964年 - 1965年、フジテレビ）
  - 怪物潜水艦接近す
  - 海底の罠

### CM
- タイガー計量米びつコメスター（タイガー魔法瓶）
- マムシホルモ（阪本漢方）
- ビタエースA（名糖牛乳、現在は協同乳業）
- エアペン（三菱鉛筆）
- サッポロ一番みそラーメン（サッポロ一番）
- HI-Cオレンジ（コカコーラボトラーズ）
- ツーカーS（KDDI）
- ハイポリタンC（大五栄養化学・武田薬品工業）※全身銀ラメのボディスーツを着て出演した

### その他
- マキシシングル「渡鬼音頭」
- 新潮CD「おはん」（新潮社）
宇野千代「おはん」（新潮文庫）の全文を朗読したもの。原作は中年男性の独白で構成されており、かつて声優で活躍していた藤岡の「声の名人芸」が聴ける。
- シンデレラ姫（1963年、ディズニーランドレコード） - 大臣
- チップとデールのゆかいな仲間（1963年、ディズニーランドレコード） - ドナルドダック[12]
- ミッキーの宇宙旅行（1963年、ディズニーランドレコード） - ドナルドダック
- ミッキーの仕立て屋（1963年、ディズニーランドレコード） - 王さま[12]
- ミッキーのジャックと豆の木（1963年、ディズニーランドレコード） - ドナルドダック
- みにくいあひるの子（1963年、ディズニーランドレコード） - あひるの父
- 出た出た出た ドナルドのお化け騒動（1964年、ディズニーランドレコード） - ドナルドダック
- ドナルドの西部の保安官（1964年、ディズニーランドレコード） - ドナルドダック[13]

## 受賞歴
- 1966年、映画「丹下左膳・飛燕居合斬り」で京都市民映画祭の助演男優賞受賞
- 1966年、第4回ギャラクシー賞受賞、「横堀川」（NHK）の演技 に対して
- 1993年、第2回橋田賞受賞[14]
- 1996年、文化庁長官表彰
- 2001年、菊田一夫演劇大賞特別賞受賞、永年の舞台の功績に対して

## 著書
- 『今夜はジャズで』立風書房、1982年12月31日。